# 노예의지론

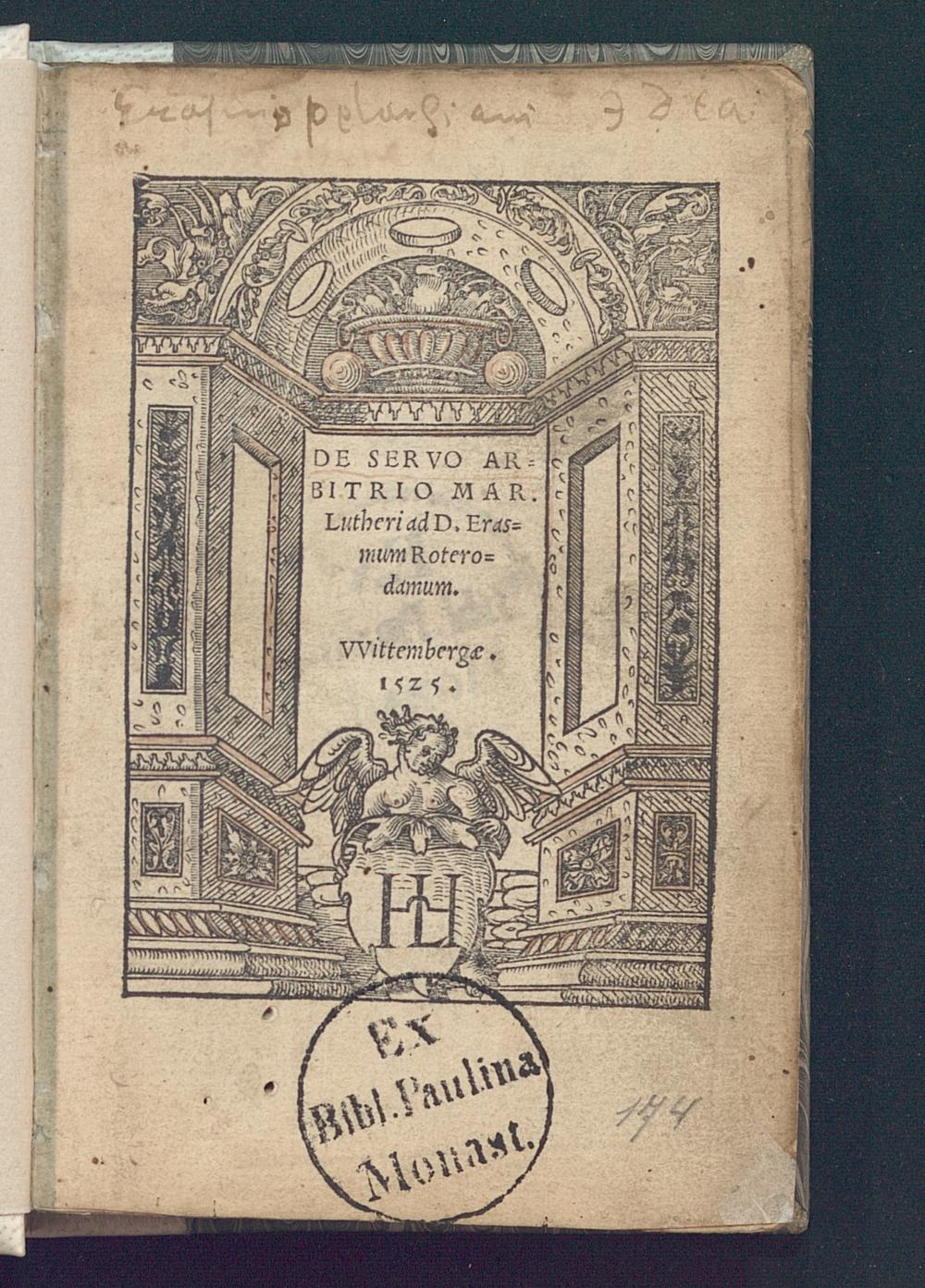
마르틴 루터의 노예의지로

노예의지론(De Servo Arbitrio, On Un-free Wil)은 마르틴 루터에 의해 1525년 12월 출판된 작품이다. 그것은 에라스뮈스가 1524년 9월에 루터를 첫번째로 공격하기 위해 출판한 자유의지론(De libero arbitrio diatribe sive collatio)에 대한 답변이다. 논쟁은 인간의 타락후에 인간이 선과 악을 택할 수 있는 자유가 있는지에 대한 논쟁이었다. 루터와 에라스뮈스 사이의 논쟁은 종교개혁의 초기에 자유의지와 예정론에 대한 이슈가운데 하나였다.

## 에라스뮈스의 주장
에라스뮈스는 로마 가톨릭교회를 비판했음에도 불구하고 교회는 개혁을 교회안에서 필요로한다고 보고 루터가 지나치게 멀리나갔다고 생각하였다.인간은 자유의지를 가졌으며 예정론 교리는 성경의 교훈에 맞지 않다고 보았다. 하나님이 사건들에 대한 미리알고계심(foreknowledge)이 사건의 원인이라고 믿는 것을 반대하였다. 대신  회개, 세례, 그리고 회심와 같은 교리는 자유의지의 존재에 맞는다고 보았다. 은혜란 인간이 하나님을 알도록 도와주는 지식이라고 하였고, 자유의지를 사용하여 선과 악을 선택하는 것을 지지하였다. 그런 선택은  예수 그리스도의 속죄를 통하여 구원으로 인도하는 것이라고 보았다.

## 루터의 반박
루터는 인간이 자기의 구원을 스스로 이룰 수 있는 능력을 가지고 있지 않다고 주장하였다. 전적으로 무능력하다는 것이다. 인간이 가진 의지는 죄의 영향으로 덮여있기 때문에 인간에게는 자유의지가 없다는 것이다. 에라스뮈스에 대한 반박의 핵심은 하나님의 힘과 완전한 하나님의 주권에 관한 루터의 신앙이었다.

## 에라스뮈스의 재반박
1526년 에라스뮈스는 하퍼아스피스터스(Hyperaspistes)의 1권에서 루터의 작품에 대답을 하였다. 그러나 복잡하고 장황하여 대중들의 인정을 얻지 못하였다.  

## 참고 문헌
- 마르틴 루터. The Bondage of the Will: A New Translation of De Servo Arbitrio (1525), Martin Luther's Reply to Erasmus of Rotterdam. J.I. Packer and O. R. Johnston, trans. Old Tappan, New Jersey: Fleming H. Revell Co., 1957.
- 데시데리위스 에라스뮈스 and 마르틴 루터. Luther and Erasmus: Free Will and Salvation. The Library of Christian Classics: Ichthus Edition. Rupp, E. Gordon; Marlow, A.N.; Watson, Philip S.; and Drewery, B. trans. and eds. Philadelphia: Westminster Press, 1969. (This volume provides an English translation of both Erasmus' De Libero Arbitrio and Luther's De Servo Arbitrio.)
- Career of the Reformer III. Luther's Works, Vol. 33 of 55. Watson, Philip S. and Benjamin Drewery, trans. Philadelphia: Fortress Press, 1972.